# Lanzallamas de túnel Livens
Los lanzallamas de túnel Livens eran grandes lanzallamas experimentales empleados por el Ejército Británico en la Primera Guerra Mundial, llamados así por su inventor, el oficial de los Royal Engineers William Howard Livens. 

## Historia

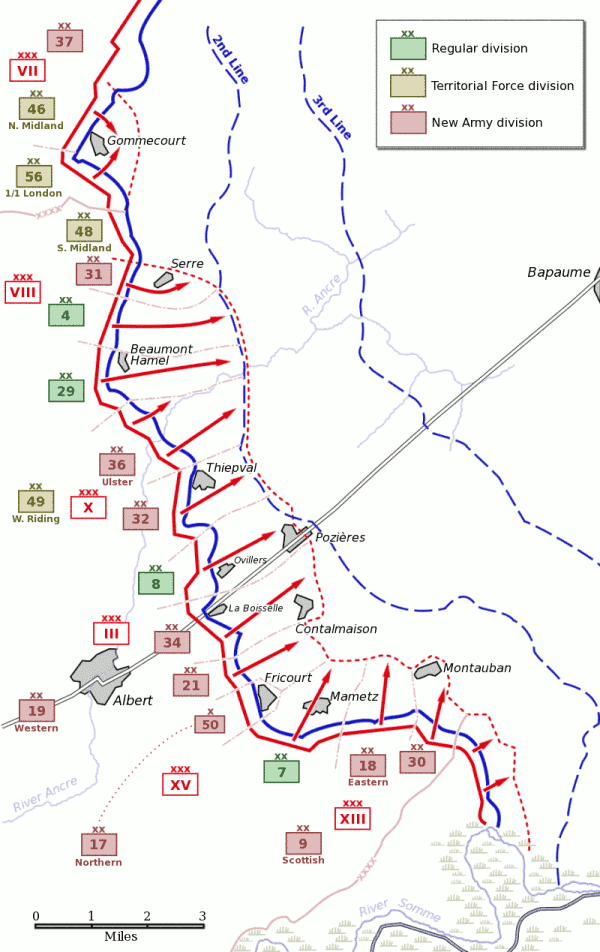
Objetivos británicos para el 1 de julio de 1916, con el sector del frente asignado al XV Cuerpo.

Cuatro lanzallamas de túnel Livens fueron desplegados en 1916 en la Batalla de Somme y uno en 1917 durante una ofensiva cerca de Diksmuide, Bélgica. Como parte de los preparativos británicos para la batalla del Somme, desde febrero de 1916 la 183ª Compañía de Tunelado excavó docenas de túneles para el ataque en el sector del frente asignado al XV Cuerpo. Pequeñas cargas explosivas podían ser detonadas desde un extremo de dichos túneles, además de poder emplearse para reforzar las posiciciones capturadas. Cuatro de estos túneles estaban equipados con lanzallamas de túnel Livens, listos para cubrir la línea del frente alemán con chorros de llamas. Para protegerlos del fuego enemigo, los lanzallamas fueron introducidos en los túneles unas horas antes de la batalla. Dos túneles que albergaban dichas armas - situados en la Trinchera Kiel al suroeste de Mametz, entre Carnoy y Punto Kasino - fueron dañados por los disparos de la artillería alemana antes del ataque. Los dos restantes entraron en acción desde los túneles a la izquierda del cráter de mina de Carnoy. Su empleo pudo haber ayudado a los británicos en aquellos sectores del frente, porque las bajas británicas allí fueron comparativamente bajas. Según un informe, cincuenta soldados alemanes se rindieron de inmediato después del uso del lanzallamas de túnel Livens.
El arma fue empleada en Bélgica en 1917, pero demostró ser demasiado voluminosa para su empleo, teniendo que traerla a primera línea y ensamblarla por 300 hombres, llenar sus tanques con la muy inflamable mezcla incendiaria, para solamente lanzar tres chorros de fuego antes de vaciar sus tanques. También era vulnerable ante los bombardeos artilleros, que podían dañarla o enterrarla.

## Especificaciones

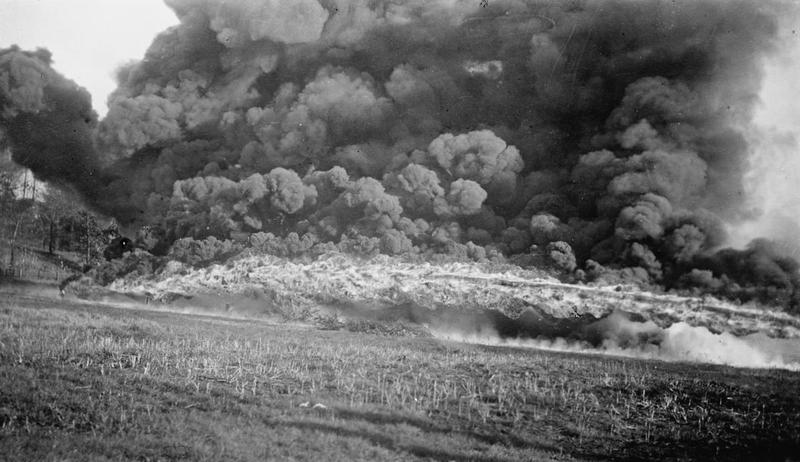
Chorro de llamas lanzado por un lanzallamas de túnel Livens.

El lanzallamas de túnel Livens tenía una longitud de 17 m, pesaba 2,5 t y requería un equipo de 300 hombres para transportarlo a primera línea y ensamblarlo en un estrecho túnel excavado bajo la tierra de nadie para tal fin. El arma consistía en varios tanques que contenían la mezcla incendiaria, un tubo de 36 cm de diámetro y la boquilla lanzadora en la superficie. La boquilla lanzadora, junto con los otros componentes del arma, estaba oculta bajo tierra, en una cámara al final del túnel. Usualmente, un lanzallamas de túnel Livens era operado por ocho hombres. Al atacar, la boquilla lanzadora sería empujada hacia arriba a través de la tierra mediante un cilindro neumático. Entonces el gas comprimido impulsaría un pistón en el cuerpo del aparato, forzando la salida de la mezcla incendiaria de sus tanques en dirección a la boquilla lanzadora en la superficie, que la encendería y la dirigiría hacia el objetivo.
El alcance máximo del arma era de 90 m, pero solamente podía disparar tres chorros de fuego de diez segundos.

## Arqueología
Los historiadores Peter Barton y Jeremy Banning, junto a los arqueólogos Tony Pollard e Iain Banks del Centro de Arqueología del Campo de batalla de la Universidad de Glasgow, tuvieron éxito al hallar en mayo de 2010 los restos de uno de los lanzallamas de túnel Livens en Mametz. Este proyecto fue llevado a cabo para el episodio especial 42 del programa televisivo Time Team, que fue emitido el 14 de abril de 2011. Se construyó una réplica funcional del arma con apoyo de los Royal Engineers para demostrar su eficacia.

## En ficción
El lanzallamas de túnel Livens fue la inspiración para la representación cinematográfica de las llamaradas lanzadas por Smaug, antagonista principal del relato El hobbit de J. R. R. Tolkien, como lo mostró Peter Jackson en El hobbit: la desolación de Smaug (segunda parte de su trilogía fílmica basada en el libro).